# Opomyza lineatopunctata
Opomyza lineatopunctata är en tvåvingeart som beskrevs av Roser 1840. Opomyza lineatopunctata ingår i släktet Opomyza och familjen gräsflugor. Arten är reproducerande i Sverige. Inga underarter finns listade i Catalogue of Life.